# Dilšod Vasiev
Dilšod Vasiev (Tadzjieks: Дилшод Васиев, Perzisch: دلشاد وصیف (Doesjanbe, 12 februari 1988) is een Tadzjieks voetballer. 

## Biografie
Vasiev scoorde op 4 april 2009 het allereerste doelpunt van Istiklol Doesjanbe in de Tadzjiekse competitie. De promovendus won intussen al vijf titels en groeide op enkele jaren uit tot een topclub. 
Sinds 2016 is hij ook international. Hij scoorde voornamelijk in vriendschappelijke wedstrijden. 